# Ortalis
Az Ortalis a madarak osztályának tyúkalakúak (Galliformes) rendjébe és a hokkófélék (Cracidae) családjába tartozó nem.

## Rendszerezésük
A nemet Blasius Merrem német ornitológus írta le 1786-ban, az alábbi 12 faj tartozik ide:
- Ortalis motmot
- Ortalis leucogastra
- fakó erdeityúk vagy yucatáni erdeityúk (Ortalis vetula)
- Ortalis wagleri
- Ortalis poliocephala
- vöröstorkú erdeityúk (Ortalis ruficauda)
- szürkefejű erdeityúk (Ortalis cinereiceps)
- Ortalis garrula
- Ortalis erythroptera
- szürkenyakú erdeityúk (Ortalis canicollis)
- Ortalis columbiana[1] vagy Ortalis guttata columbiana[2]
- Ortalis guttata
- Ortalis araucuan[1] vagy Ortalis guttata araucuan[2]
- Ortalis squamata[1] vagy Ortalis guttata squamata[2]
- Ortalis superciliaris